# Charles Arthur Musès
Charles Arthur Musès (* 28. April 1919 in Jersey City; † 26. August 2000) war ein US-amerikanischer Mathematiker, Kybernetiker, Herausgeber und Verfasser esoterischer Schriften, Begründer des Lion Path, einer neoschamanistischen Bewegung.

## Leben
Charles Arthur Musès wurde in Jersey City geboren und wuchs in Long Island (New York) auf. 1938 machte Musès nach Studium der Fächer Mathematik und Chemie seinen Bachelor of Science (B.Sc.) an der City University of New York. 1947 erhielt er an der Columbia University den Mastertitel mit einer Arbeit über symbolische Logik. Er promovierte 1951 mit einer Arbeit über Jakob Böhme und dessen Kommentator Dionysius Andreas Freher. In den folgenden Jahren arbeitete er als Publizist und Herausgeber im Verlag Falcon's Wing Press in Indian Hills, Colorado, vorwiegend in den Grenzbereichen zwischen Archäologie und Esoterik. Dort erschienen unter anderem Esoteric Teachings of the Tibetan Tantra (Englische Übersetzung von Chang Chen Chi) und System auf Causasian Yoga (Autor: S. C. Waleswski). In der Folgezeit publizierte er in verschiedenen Journalen zahlreiche Fachartikel in den Bereichen Mathematik, Physik und Kybernetik. Musès entdeckte 1957 in Ägypten in Dahschur eine Mastaba aus der 4. Dynastie. Ein weiterer Fund war die Entdeckung und Ausgrabung der Pyramide des Königs Ameni Qemau aus der 13. Dynastie. Da er die Ausgrabungen unwissentlich ohne Autorisierung durch die Behörden vorgenommen hatte, wurde er in Ägypten verhaftet und verurteilt. Im August 1957 konnte er jedoch in die USA zurückkehren.

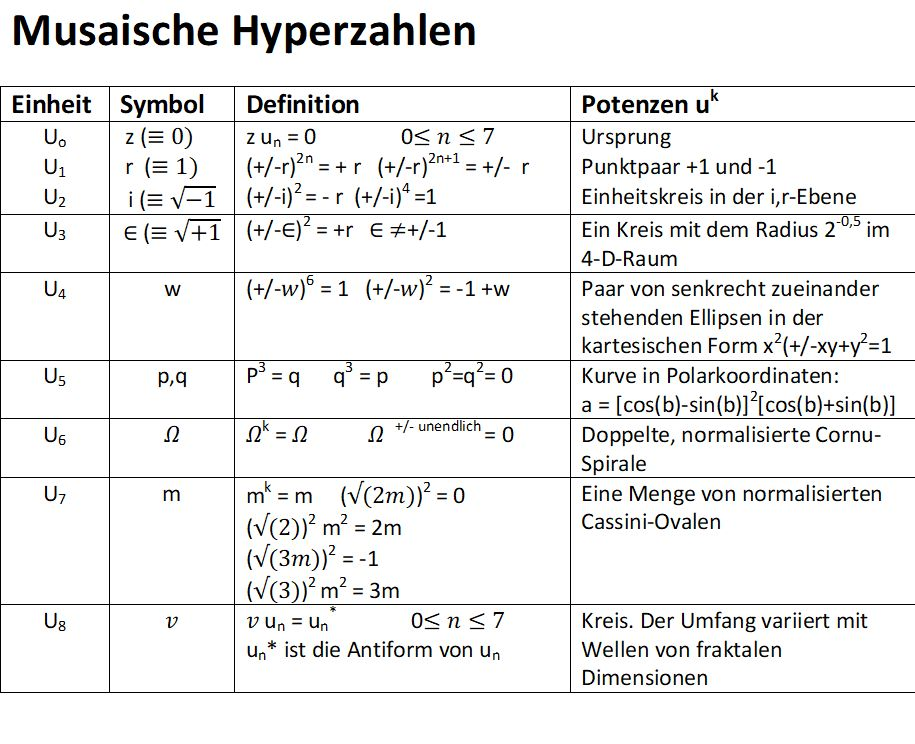
Tabelle erstellt von Klaus Scharff

Musès war auch wesentlich an der Entwicklung des Konzepts der Hyperkomplexen Zahlen (en: hypercomplex numbers oder hypernumbers) beteiligt. Die Mathematiker Jens Koeplinger und John Shuster haben seine Ideen aufgegriffen und einige Hyperzahlen genauer analysiert.
1985 publizierte Musès im Wissenschaftsverlag Kluwer-Nijhoff sein Hauptwerk: Chronotoplogy: Destiny and Control in Human Systems. In seiner Einleitung merkt er an:

„Eine Folgerung aus all diesen Überlegungen ist, dass Mathematik nicht hinreichend sein muss, um Chronosysteme zu repräsentieren. Auf diese Weise wird die wichtige Tatsache deutlich, dass Mathematik (eine lineare, nicht-qualitative Sprache) nicht die Essenz der systemtheoretischen Methodologie ausmacht. Was sich als die Essenz herausstellt, ist eine organismische und qualitative Sichtweise. Welches Symbolsystem man auch anwendet, um diese Sichtweise zu repräsentieren, linear oder nicht, es sollte so genau und geeignet wie möglich sein.“

Musès war Mitglied in der American Oriental Society und der Canadian Mathematical Society. Weiterhin war er Mitherausgeber des International Journal of Bio-Medical Computing und des englischen Wissenschaftsjournals Robotica. Von 1968 bis 1973 war er Herausgeber des Magazins Journal for the Study of Consciousness. Für das Journal Kybernetes war von 1970 bis 1981 als Co-Editor tätig. In beiden Zeitschriften publizierte er eine Reihe von eigenen Artikeln.
Charles A. Musès gilt auch als Träger der Robe des Lebendigen Buddhas, die an ihn durch Vermittlung des Ethnographen Joseph F.C. Rock übergeben wurde. Er wurde so zur 6. Inkarnation des Tse-magling. Der 5. Inkarnation hatte unter den Menschen des Chonilandes gelebt, südlich vom Land der Ordosmongolen. Musès Freund Joseph Rock hatte lange in Choni und Yunnan gelebt und hat als einziger westlicher Experte die Kultur der Chonileute und die schamanischen Na-Khi-Schriften studiert.
Unter dem Pseudonym Musaios publizierte Dr. Charles A. Musès in seinen letzten Jahren im Verlag House of Horus eine Reihe von philosophischen und esoterischen Schriften.

## Schriften
- Illumination on Jacob Boehme. The work of Dionysius Andreas Freher. King's Crown Press, New York 1951.
- An evaluation of relativity theory after a half-century.. S. Weiser, New York 1953.
- East-West fire. Schopenhauer's optimism and the Lankavatara sutra. An excursion toward the common ground between Oriental and Western religion. Watkins, London 1955.
- Vorwort in: Jerome Rothstein: Communication, Organization and Science. Falcon's Wing Press, Indiana Hills (CO) 1958.
- The Logic of Biosimulation In: Aspects of the Theory of Artificial Intelligence: Proceedings of the First International Symposium on Biosimulation, Locarno, June 27. - July 5. 1960. Editor: C. Musès, Plenum, New York 1962, S. 115–163.
- Systematic stability and cybernetic control: an introduction to the cybernetics of higher integrated behavior. In: Cybernetics of Neural Processes (Ed. E.R.Caianiello) National Research Council of Italy, Rome, 1965 ,149-212 (= La ricerca scientifica, Quaderni. Band 18). Consiglio nazionale delle ricerche, Rom 1965.
- Norbert Wiener, J. P. Schade (Hrsg.): Aspects of Some Crucial Problems in Biological and Medical Bio-Cybernetics. Band II. Elsevier, Amsterdam 1965.
- The First Nondistributive Algebra, with Relations to Optimization and Control Theory. In: E. R. Caianiello: Functional Analysis and Optimization. Academic Press, New York / London 1966, S. 171–212.
- Hypernumber . In: Annals of the New York Academy of Sciences. Band 138, New York 1967, S. 660, 901.
- Zusammen mit Arthur M. Young: Consciousness and reality. The human pivot point. Outerbridge & Lazard, New Cork 1972.
- Destiny and control in human systems. Studies in the interactive connectedness of time (chronotopology) (= Frontiers in systems research). Kluwer-Nijhoff, Dordrecht/Boston u. a. 1985, ISBN 0-89838-156-8.
- The Ageless Way of Goddess: Divine Pregnancy and Higher Birth in Ancient Egypt and China. In: Joseph Campbell, Charles Musès (Hrsg.): In all her names. Explorations of the feminine in divinity. Harper, San Francisco 1991, ISBN 0-06-250629-3, S. 131–164.
- The Lionpath - The Big Picture: A Short Path to Regeneration for our times. by Musaios. 5. Auflage, House of Horus, Sardis (B.C. Canada) 1996.
- Musaios: The Shamanic Lionpath. House of Horus, Sardis (B.C. Canada) 1999.
- Eine ausführliche Liste der Publikationen findet sich in der Bibliografie zu Musès.[6]